# Flowey
Flowey (hay còn được gọi: Bông hoa Flowey) là một nhân vật hư cấu tạo bởi Toby Fox và là một trùm trong trò chơi điện tử nhập vai Undertale. Nhân vật phản diện chính và xuất hiện khắp nơi trong trò chơi, cấu tạo dưới dạng một bông hoa có mặt ở giữa.

Hình dạng Flowey thuộc nền trắng và đen trong video thông báo phát hành Undertale

## Đặc điểm
Flowey là quái vật thứ nhất người chơi gặp ở đầu trò chơi, nó sẽ tấn công họ thay vì cố gắng trở thành một bông hoa thân thiện. Flowey cho người chơi biết rằng họ có thể tăng cấp nhờ "LOVE" (viết tắt của "Level Of ViolencE", nghĩa là "Mức độ bạo lực") nhưng chẳng khác nào đang thuyết phục người chơi giết các quái vật. Nó thích nói câu: "It's kill or be killed" (tức là giết hoặc bị giết). Flowey bị đuổi bởi Toriel trước khi nó tấn công người chơi, và chỉ trở lại ở gần cuối trò chơi.
Theo dõi người chơi suốt đến cuối trò chơi, Flowey trở lại khi người chơi đánh bại Asgore và kết liễu ông khi người chơi chuẩn bị tha cho ông. Đánh cắp sức mạnh từ linh hồn con người Asgore thu thập được, Flowey trở thành Photoshop Flowey, mang một hình dạng khổng lồ và gớm ghiếc. Khi người chơi đánh bại Flowey, nó nói người chơi đã hoàn thành trò chơi mà không thu thập bất kỳ "LOVE" nào, kết thúc lối chơi "Hòa Bình" của trò chơi, nếu người chơi chưa giết ai.

### Asriel Dreemurr
Khi người chơi đến True Lab, họ biết được nguồn gốc của Flowey, trước đây từng là người con trai của Toriel / Asgore và là vị hoàng tử của thế giới lòng đất, được đặt tên là Asriel với một nửa tên của cả hai (Asgore hợp với Toriel). Sau khi chết, Asriel đã vô tình biến thành thành một bông hoa được sử dụng để thí nghiệm, bông hoa đó là Flowey với không linh hồn, không cảm xúc. Người chơi đối mặt với Flowey trong hình dạng người lớn của Asriel ở cuối trò chơi, họ "CỨU" ("SAVE") Asriel và gọi tên cậu. Asriel trở về với hình dạng một đứa trẻ, xin lỗi người chơi vì những sai lầm của mình khi là một bông hoa, giải phóng tất cả quái vật lên mặt đất bằng cách phá vỡ phong ấn, nhưng thiếu linh hồn, Asriel trở lại với dạng bông hoa Flowey, và ở một mình dưới lòng đất suốt khoảng thời gian còn lại. Một phiên bản của Asriel cũng xuất hiện trong Deltarune, nơi mà cậu là anh trai Kris và là con ruột Toriel, vẫn trong giai đoạn ở đại học.